# 日落春浪電子音樂節
日落春浪電子音樂節（Spring Wave Sunset Festival）是舉辦於台北的音樂節，由友善的狗開始於2015年舉辦，邀請眾多國外頂尖DJ來台進行電音演出，為台灣第一場以「電子音樂」為主軸的音樂季，為了區隔酒品的販賣，在售票方面額外設有少年區(未成年)與親子區(12歲以下)。

## 歷年活動
百大DJ排行是參照DJmag當年度的排名

### Spring Wave Sunset I
舉辦於2015年5月10日，古亭河濱公園公館水岸，14:00-22:00 
- 表演DJ：

- Steve Aoki (NO.10)
- W&W (NO.18)
- VINAI (NO.62)
- Andy Moor
- JUNIOR & ROYAL
- DJ COOKIE
- Alyshia .L阿莉殺
- SL95劉軒

### SpringWave Sunset II
舉辦於2015年10月3日，台北市花博公園舞蝶館，14:00-22:00
- 表演DJ：

- Blasterjaxx (NO.13)
- Laidback Luke (NO.50)
- Sander van Doorn (NO.51)
- KURA (NO.42)
- DJ Junior
- DJ Cookie
- 周湯豪
- SL95劉軒

### SpringWave Sunset III
舉辦於2016年5月28日，大佳河濱公園，13:00-22:00 
- 表演DJ：

- Dimitri Vegas & Like Mike (NO.1)
- DVBBS (NO.16)
- Coone (NO.49)
- Jonathan Mendelsohn
- Florian Picasso
- Tom Swoon (NO.46)
- MaRLo (NO.91)
- First State
- MATTN
- 未完,

## 外部連結
- 日落春浪音樂節